# Вазописец Пана

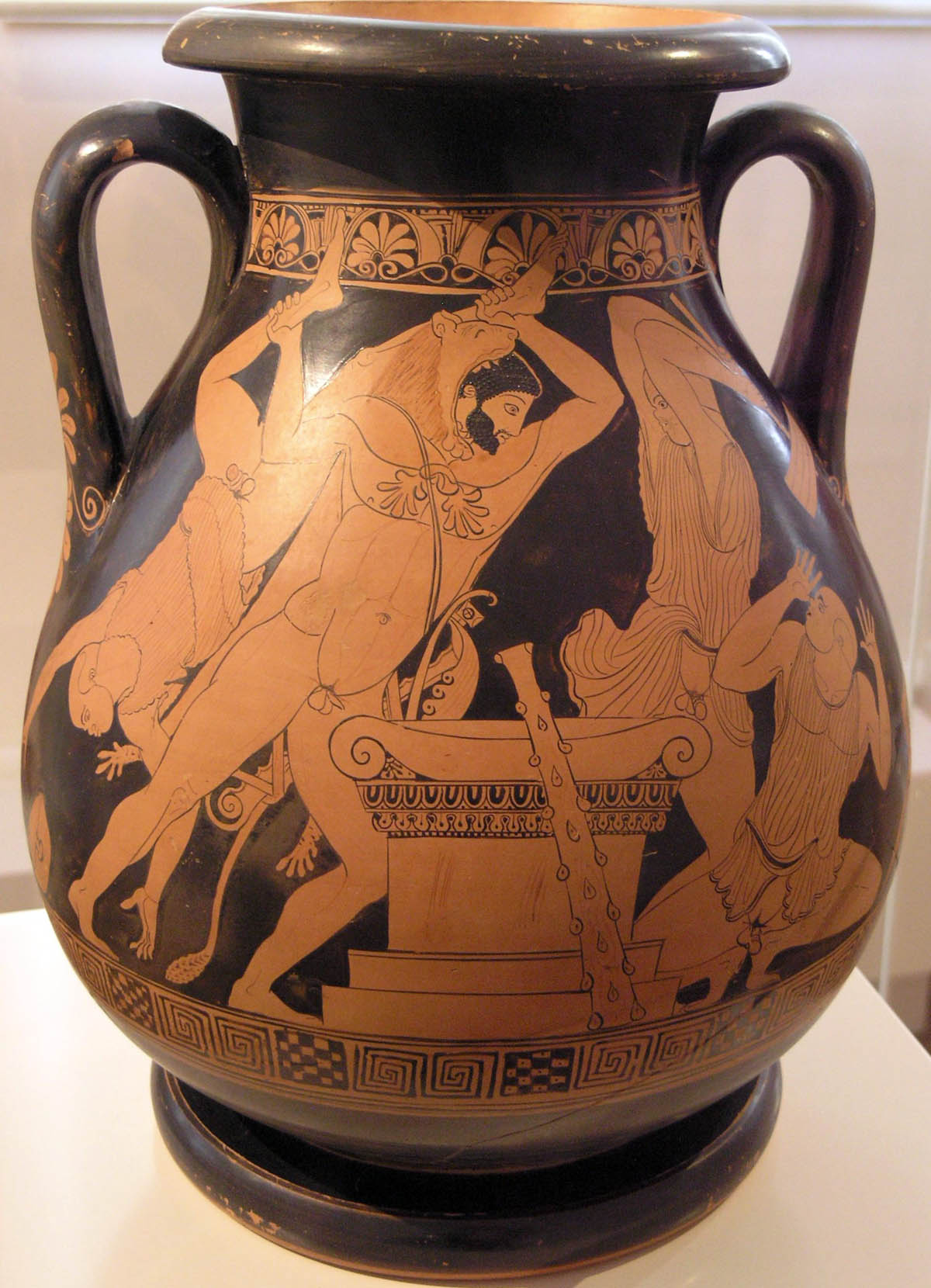
Пелика с изображением борьбы Геракла и Бусириса, найденная в Феспиях. Национальный археологический музей Афин

Вазописец Пана — анонимный аттический греческий вазописец, представитель краснофигурной вазописи. Вазописец Пана считается учеником Мисона. Работал примерно с 480 до 450 до н. э.
Его именное название — кратер с изображением Пана, который преследует пастуха на стороне А, и смерть Актеона — на стороне В, ныне хранится в Музее изящных искусств, Бостон.
Среди работ вазописца Пана кратеры, пелики, гидрии и амфоры. В целом его авторству приписывают более 100 ваз. Сцены его вазописи характеризуются свежестью изображения, мастерством исполнения, полны юмора и иронии.

## Основные работы
- Именная ваза - кратер с изображением Пана, Бостон
- пелика Геракл и Бусирис, Афины
- псиктер Борьба Аполлона и Марпессы, Мюнхен
- лекиф с изображением охотника, Бостон